# ツルヒヨドリ
ツルヒヨドリ（学名: Mikania micrantha）はキク科の植物の1つ。つる性で草本ではあるが木の上にまで這い上ることがある。中南米原産で、アジアからオセアニアに広く移入しており、被害の大きい雑草として注目されている。日本では沖縄に移入している。

## 概説
キク科のつる性の草本であり、他物に絡んで高木にも這い上る。花は白い小さな頭花をまとまった花序にして付ける。熱帯アメリカ原産だが、現在は南アジアから東アジアまで、それに太平洋の島嶼からオーストラリアに渡る広い地域に移入され、あるいは侵入している。きわめて成長が早くて繁殖力も強く、それに多感作用もあるために他の植物群落の上を被うように広がり、時に枯死させる。薬用とされることがあり、また地表を被う被覆作物として利用されることもあるが、移入された地域の多くで野生化して広がり、農業上、および自然植生に対する影響が問題になっている。

## 特徴
つる性の多年生草本。茎は最初は紫を帯びて白く長い毛を密生しているが、後にやや無毛となる。茎には稜がある。茎の節からは根を出し、また他のものに絡みついて這い上がり、茎は時に20 m以上にも達し、林冠を被うようにして広がる。葉は対生で葉柄の長さは2 - 8 mm、葉身は長さ4 - 15 cm、幅3 - 10 cmで、心形から三角状広卵形をしており、縁にはわずかな鋸歯が出るかまたは滑らかで、先端は細く突き出した形、基部は心形で少し凹んでいる。頭花は直径7 mmほどで黄みを帯びた白、葉腋から出た花茎の先端に集まってつく。種子は線状楕円形で黒く、長さ1.5 mmで先端に冠毛を持つ。種子の冠毛は32～38本。
別名にコバナツルギクがある。英名としてはmile-a-minute、bittervine、hemp vineなどが知られ、他にアメリカではAmerican rope、Chinese creeperとも呼ばれる。

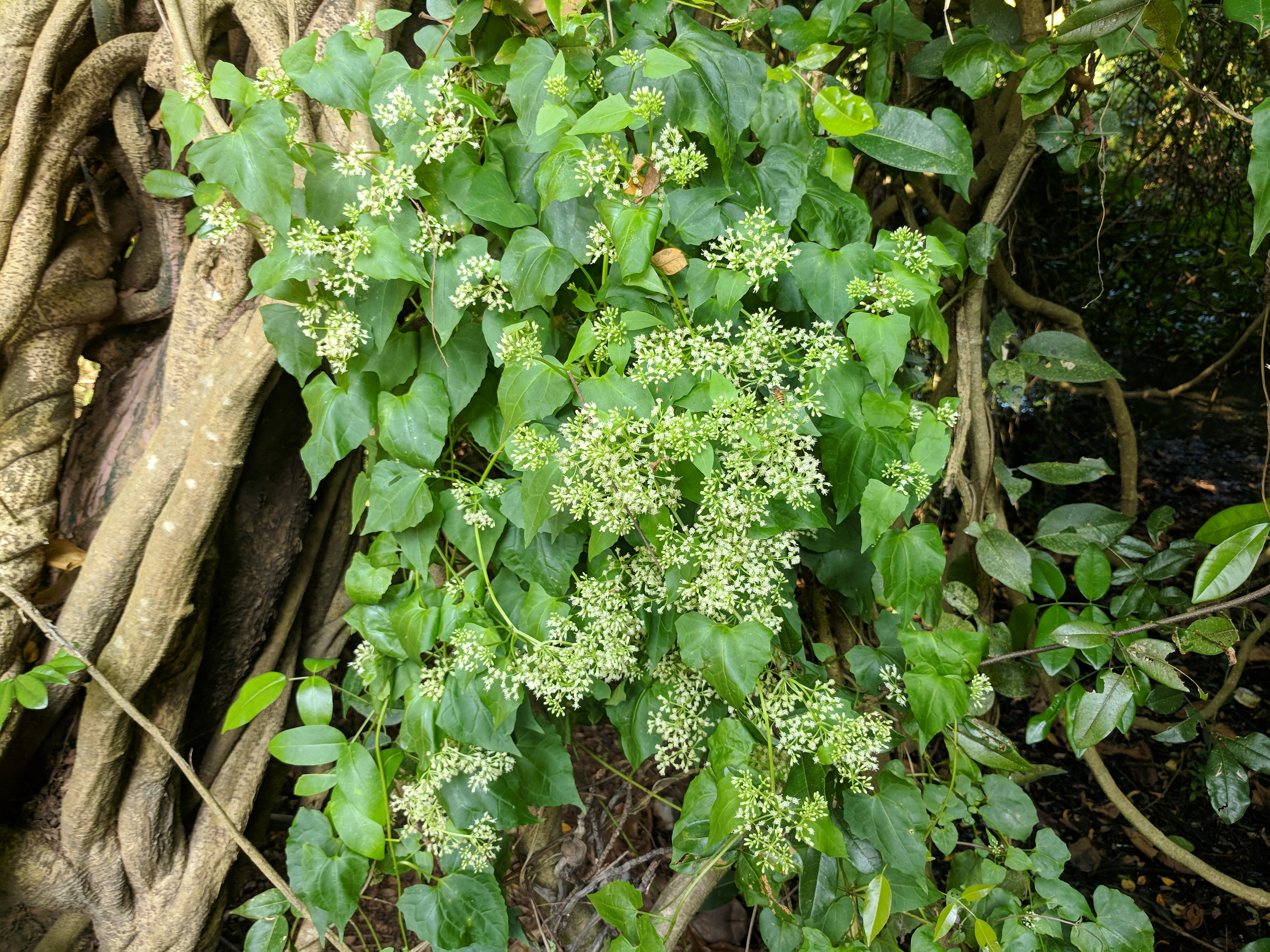
開花している株の一部
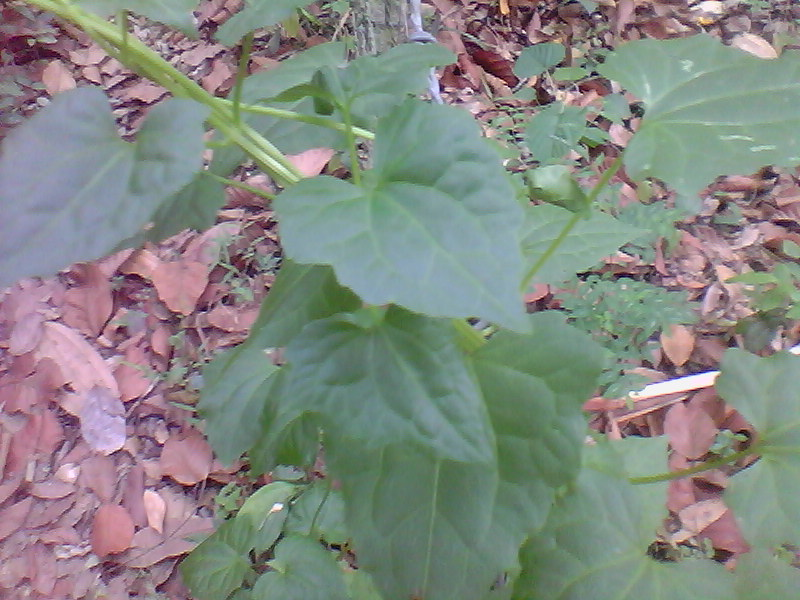
茎と葉の様子
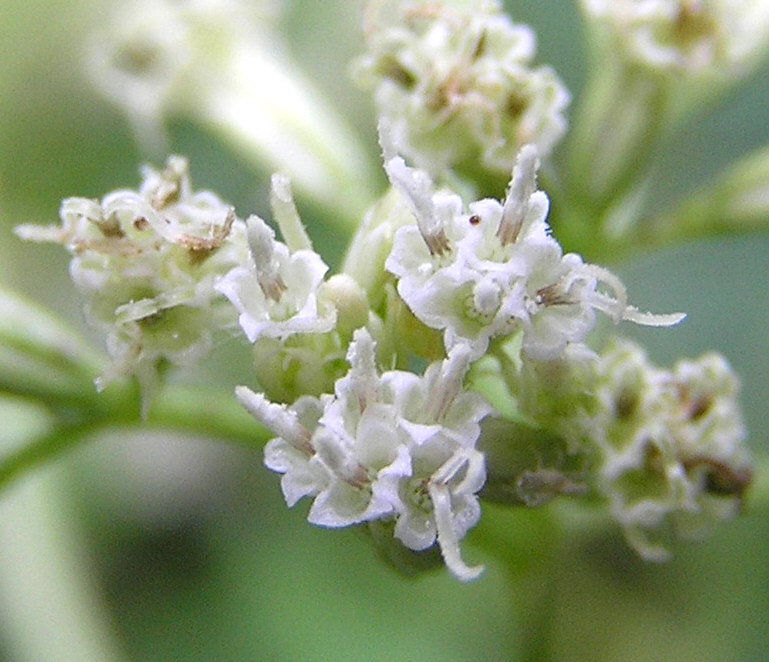
頭花の拡大写真
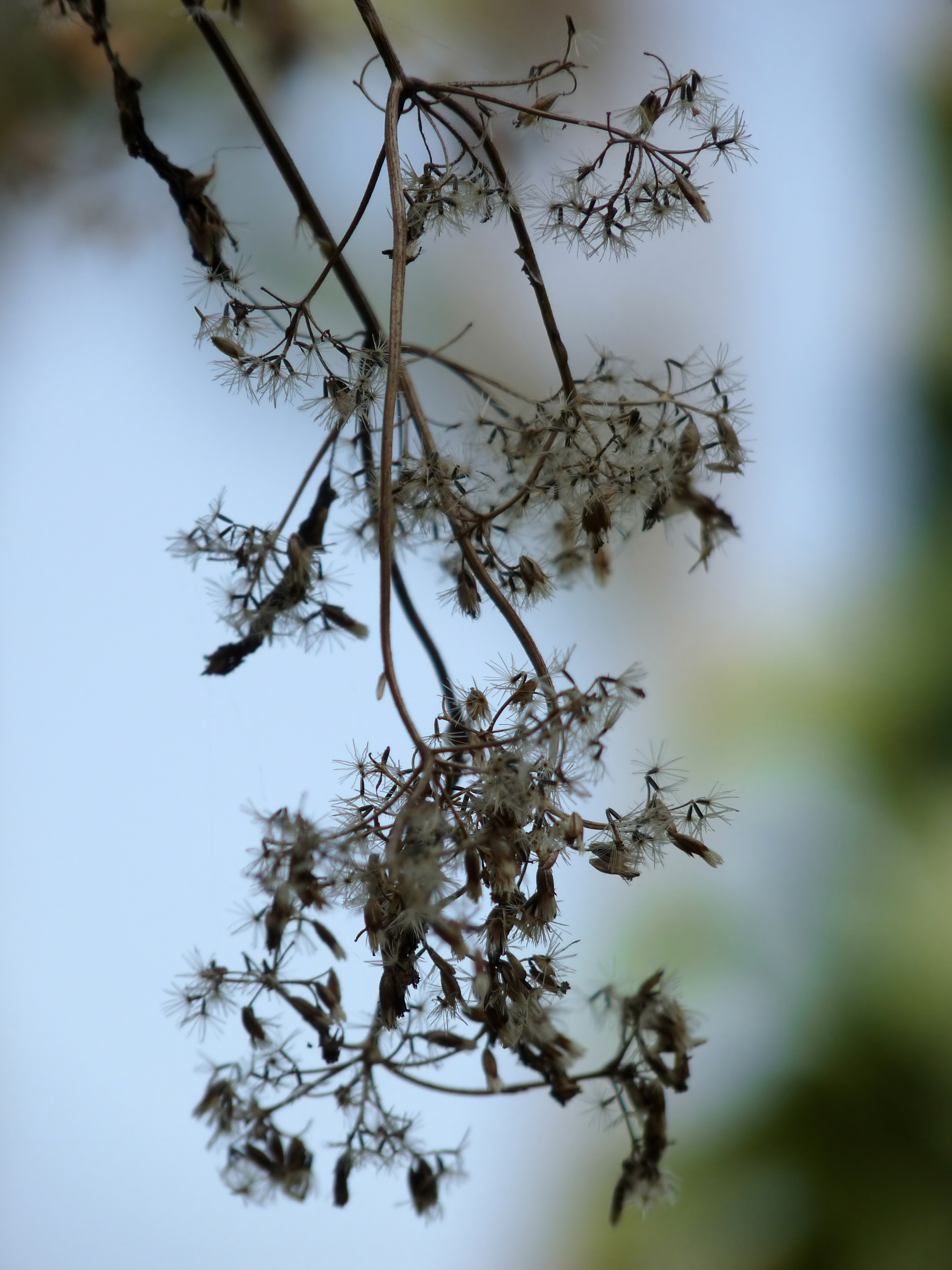
冠毛の広がった痩果

### 種内変異
在来の分布域においては本種は二倍体、三倍体、四倍体が存在することが知られており、また染色体の型にも変異があることが知られる。しかしながらこれらの変異は適応的な差異には結びついていないとされる。移入された地域における遺伝子の分析では地域的な差異が大きいことも知られる。それはまた、さび菌の1種Puccinia spegazziniiへの感染性の違いとして見られ、例えばインドの個体群はペルーやトリニダードから得られたこの菌に対して感染しやすく、それに対してパプアニューギニアやフィジーの個体群は感染への耐性が強く、一番感染しやすいのはエクアドルのそれであった。ただ、そのような差異に関しても、外見的に判断出来るような違いはないという。

## 分布
原産地は熱帯アメリカである。その範囲は北はメキシコから南はアルゼンチン北部に渡り、またカリブ海の島嶼諸国にも広く分布する。その中でブラジル南東部の高地域とアンデス山脈の山裾に当たるボリビアからコロンビアに渡る地域が本種の多様性の中心域となっている。
現在では熱帯アジアから熱帯アフリカに広く分布するようになっている。その範囲は北緯30度から南緯30度の範囲にあるアジア太平洋地域のほぼ全域わたり、西はパキスタンから東は台湾、北はネパールまで、それにフィリピン、インドネシアまでを含む。島嶼地域ではインド洋のモーリシャス、レユニオン島、クリスマス島、スリランカにある。太平洋諸国ではクック諸島、フィジー、フランス領ポリネシア、ミクロネシア、パプアニューギニア、サモア、ソロモン諸島、バヌアツ、それにオーストラリアの一部に広がっている。ハワイからは報告がなく、多分隔離の程度が高いためと思われる。以上、Day et al.(2016) では日本が抜けているが理由は不明。またアフリカの分布にも触れられておらず、これは本種の同定が、近似種も同様に拡散していることから誤同定も多かったとしていることと関わるのかも知れない。
日本では沖縄に帰化している。

### 生育条件
本種は様々な環境で生育するが、基本的には温度、湿度、降雨量、光量、土壌の有機物など、いずれも高い場所で生育がよい。原産地では低地から標高3000 m程度の地域にまで分布し、移入地であるパプアニューギニアではやはり低地から、標高1100 m程度までで生育している。

## 他感作用
本種の新芽が他感作用に関わる物質を分泌していることは実験で示されている。それは他種の植物の再生や成長を抑制する働きがある。これに関わる物質は3種が分離されている。それと別にセスキテルペノイド化合物が3種、本種の気中の部分から分離されている。この成分は数種の作物に対してその発芽を抑制し、また芽生えの成長を抑える作用があることが確かめられている。また、その抽出液が土壌の窒素過多を引き起こし、また土壌のpHを下げる働きがあり、それらは本種がその地で繁茂するのを加速するものとなっている。

### 侵入の経緯
アジア圏における最初の報告は香港動植物園で、1884年のことで、1919年には野生化したとみられる。中国本土からの報告は1910年で、現在では南中国一帯に広がっている。台湾には1970年代に土壌保護の目的で導入された。インドには1918年に最初に導入され、後に第二次大戦時に地面の被服と偽装のために持ち込まれた。そこから1960年代にはネパールまで広がった。インドネシアでは1949年にボゴール植物園に持ち込まれ、その後ゴムプランテーションの被覆作物として利用されたのが始まりであった。太平洋域への伝搬の最初はフィジーで1907年、それより拡大してサモアには1924年、バヌアツとニウエには1943年に到達した。パプアニューギニアから報告されたのは1951年、グアムで1963年、トンガからは1979年、ソロモン諸島から1988年、クック島から1991年、北マリアナ諸島には2000年かそれ以前に入った。ミクロネシアからの報告は2000年、キリバツからは2012年に報告された。オーストラリアでは1998年に北クイーンズランドで小さなパッチ状の生育地が発見されたのが始まりで、生育地を広げつつある。
日本では1984年に天願川河口の付近で発見されたのが最初で、それより沖縄本島中部一帯に広がった。

## 類似種など
同属のM. scandensはとてもよく似ており、しばしば誤同定される。和名はこの種にもツルヒヨドリが当てられ、またツルギクとも呼ばれる。
この種の他にM. cordata、M. cordifoliaとも混同されてきた。特にM. cordataはアフリカからアジア、パプアニューギニアに分布し、しばしば本種と混同された。本属の植物でその在来の分布域から外に広がっているものは他にいない、とされている。
M. cordataと、本種を判別する特徴としては以下のような点が挙げられる。
- 総苞の長さが3 - 4 mm。M. cordataでは5 - 6 mm。
- 痩果の長さが2 mm以下。M. cordataでは2 mm以上。
- 葉柄の間にある結節の突起が無毛。M. cordataでは柔毛に被われている。

## 利害
原産地では薬草として用いられていた。伝統医療ではメキシコのいくつかの地域で本種の抽出液がヘビの咬傷、サソリの刺傷、あるいは皮膚病に対して湿布として用いられた。本種の近縁種も含め、その成分に関しての研究も行われている。
またその成長が早く、すぐに広がることから緑化やプランテーションでの地表の被覆などに用いられ、インドネシアではゴムのプランテーションに、インドではお茶のプランテーションに導入された。ただし現在では被覆作物として本種はさほど好適でないとの見方もあり、その理由は本種の植物体は含水量が多く、急速に腐ってしまうからである。

### 侵略的外来種として
上記のような利用はあるが、現在では侵略的外来種としての見方が大きい。世界の侵略的外来種ワースト100に本種が選定されている。
沖縄では道路脇などに見られ、激しく繁茂すると木立などを覆い尽くして被害を与える。
侵入した地域では農業地から自然な植生の区域にまで繁茂し、農業地では生産を低下させ、自然植生ではその多様性を減少させる。本種は成長が早く、繁殖力も強く、その上に茎の断片からでも芽を出す性質が強く、そのために速やかに広がり、隣接する植物を枯死させることすらある。

### 雑草として
本種は『世界最悪の雑草の1つ』とも言われる。この種はともかく旺盛な繁殖力と素速い成長力があり、更に多感作用も有する。きわめて様々な農作物の生産地において、野菜や根菜などのみならず高木になるアブラヤシなどのプランテーションから足場材を生産する森林まで、その蔓になる植物体でよじ登り、覆い尽くし、栽培植物に当たる光を遮って生産力を大いに下げ、時には枯死させるにいたる。その防除のためには除草剤や生物防御などいくつかの方法が使われているが決定的なものはなく、またその抑制のための負担もまた馬鹿にならない。

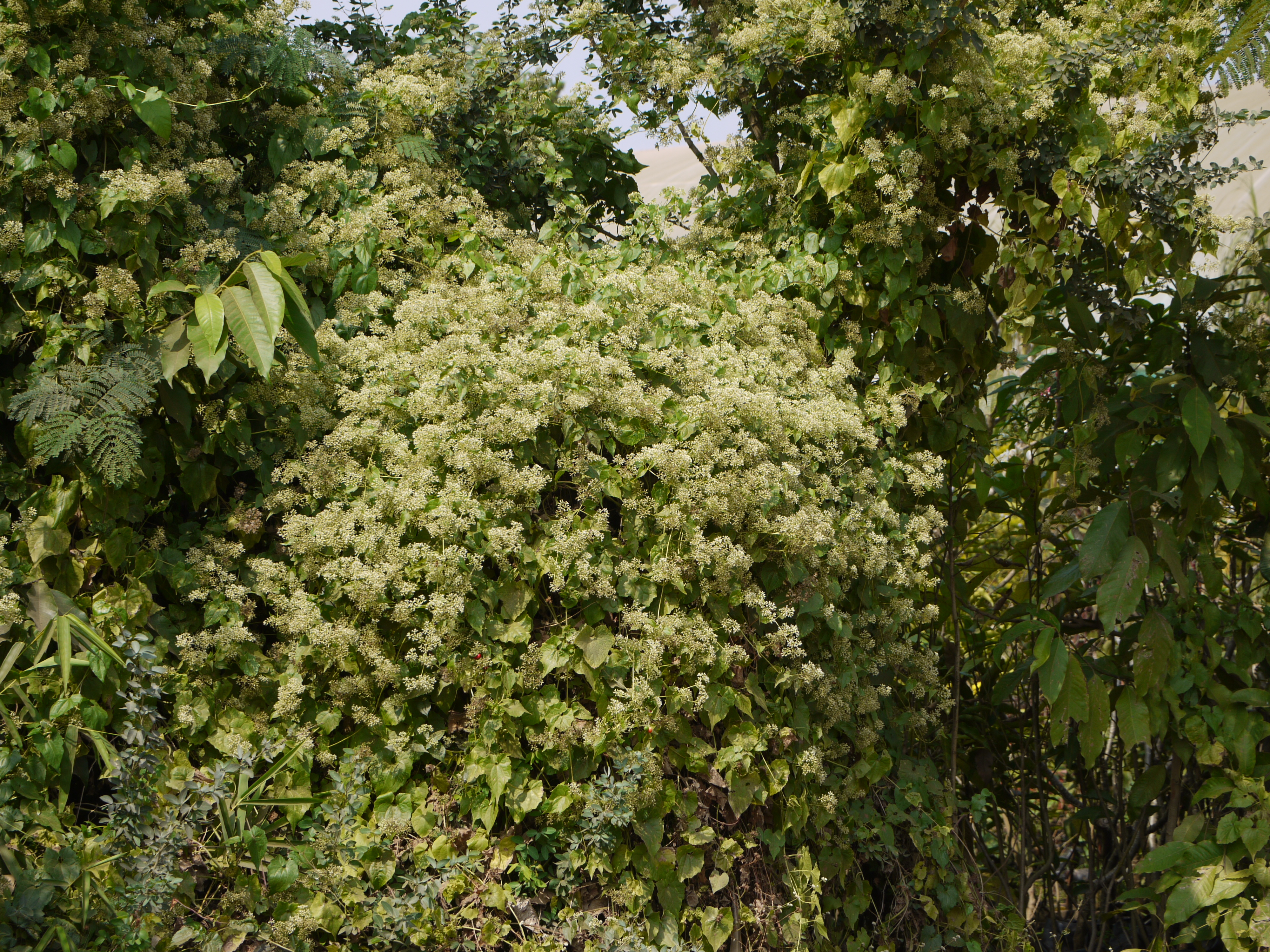
樹冠を被う様
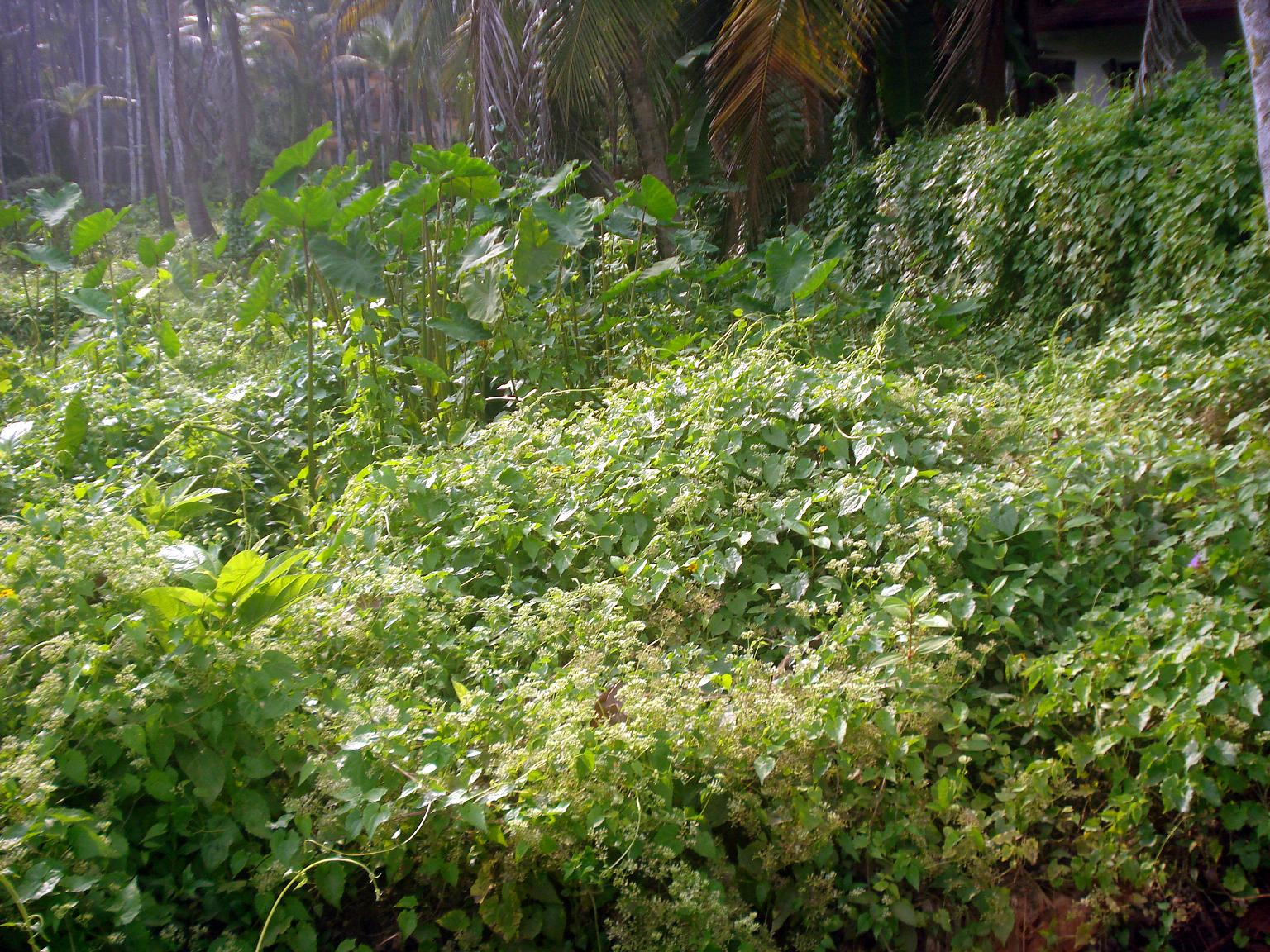
農地を覆い尽くす群落
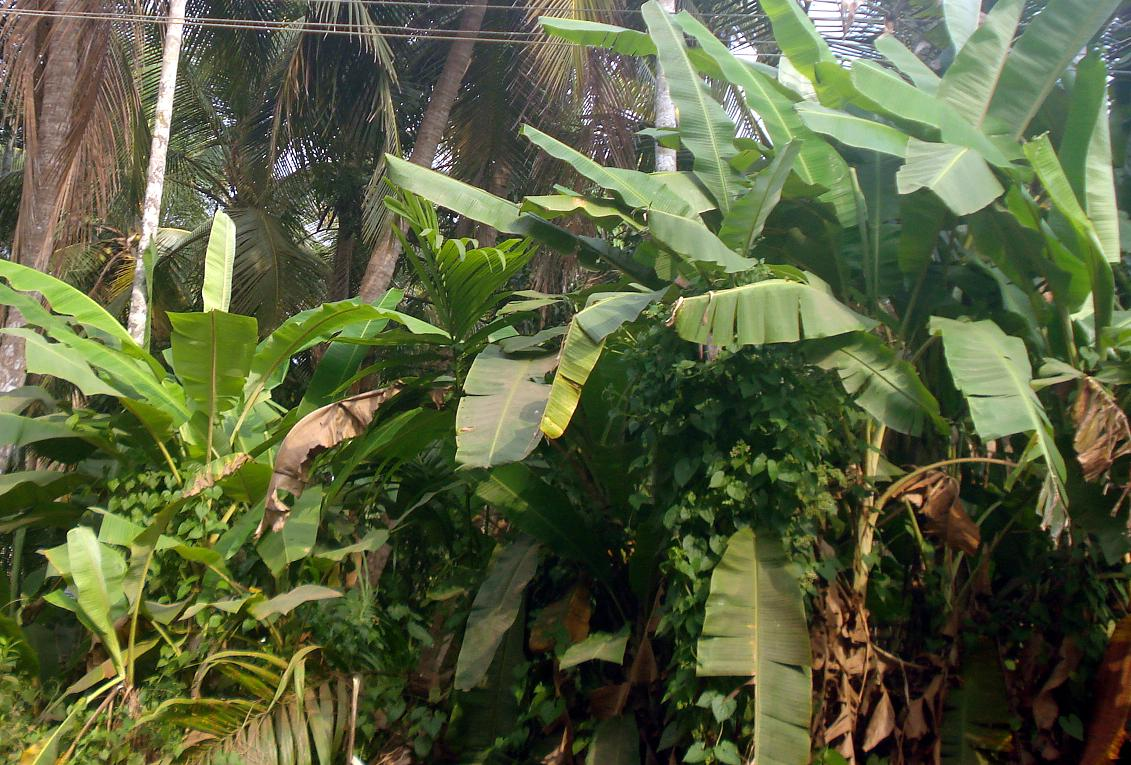
バナナやヤシに登ろうとしている様